# MTV Europe
MTV Europe è una emittente televisiva paneuropea che trasmette ventiquattro ore di trasmissioni di intrattenimento via cavo ed in digitale, lanciata il 1º agosto 1987.

## Storia
Inizialmente, il canale serviva tutte le nazioni d'Europa, ed è stato uno dei pochissimi canali televisivi a coprire l'intero continente europeo. Tuttavia in seguito il canale ha limitato le proprie trasmissioni solo ad una selezione di paesi europei, dato che Viacom CBSNetworks International ha cominciato a regionalizzare la propria rete nel 1997.
MTV Europe nacque grazie ad un accordo di collaborazione tra Viacom e BT, che durò fino al 1991, anno in cui Viacom ne rilevò la piena proprietà.
Attualmente MTV Europe è interamente posseduta e gestita da Viacom International Media Networks.